# Municipio de Atarjea
El municipio de Atarjea es un municipio del estado de Guanajuato, México. Según el censo de 2020, tenía una población de 5296 habitantes.

## Historia
Atarjea fue fundada en 1653 por Alejo de Guzmán, siendo virrey de la Nueva España Luis de Velasco y Castilla. Al igual que la de Xichu, dicha fundación obedeció a la existencia de yacimientos minerales en el lugar. Algunos de los principales fundadores fueron personas muy trabajadoras coordinados con la exhacienda de charcas. A consecuencia de desconocimiento e ignorancia después perdieron la mayoría de sus propiedades, que quedaron en manos de personas externas. Actualmente se sostiene que fue fundada siendo virrey de la Nueva España Luis de Velasco y Castilla. Su fundación más exacta ocurrió en 1604 bajo el segundo virreinato.

## Etimología
(Del ár. hisp. attašyí‘, y este del ár. clás. tašyī‘ 'acompañamiento').
1. f. And., Can. y Méx. Canal pequeño de mampostería, a nivel del suelo o sobre arcos, que sirve para conducir agua.

## Gobierno y política
Atarjea es uno de los 46 Municipios Libres pertenecientes al Estado de Guanajuato, cuya Constitución Política establece que:
"ARTÍCULO 106. El Municipio Libre, base de la división territorial del Estado y de su organización política y administrativa, es una Institución de carácter público, constituida por una comunidad de personas, establecida en un territorio delimitado, con personalidad jurídica y patrimonio propio, autónomo en su Gobierno Interior y libre en la administración de su Hacienda o el pueblo
"ARTÍCULO 107. Los Municipios serán gobernados por un Ayuntamiento. La competencia de los Ayuntamientos se ejercerá en forma exclusiva y no habrá ninguna autoridad intermedia entre los Ayuntamientos y el Gobierno del Estado."

## Geografía
Colinda al norte con el estado de San Luis Potosí, al este y sur con el estado de Querétaro y al oeste con el municipio de Xichú. El área del territorio municipal es de 318 kilómetros cuadrados, equivalente al 1.04% de la superficie total del estado de Guanajuato.

### Fauna
La fauna con la que cuenta Atarjea es variada. Existen reptiles como la víbora de cascabel y el coralillo. La navaca (víbora con cocoles en su piel que puede llegar a comerse a un perro) habita por el palmar, el cañón de Atarjea, la víbora azul. Hay mamíferos como el coyote, zorro, tlacuache, zorrillo, y por los bosques del charco, el toro, el carricillo habita el venado de cola blanca, el tigrillo, el puma (que está en peligro de extinción), se puede ver por las montañas del ojo de agua, la mesa, el pinalito, el sótano del barro. Tiene lugares muy hermosos como el presidio, la cueva del agua, y se pueden apreciar tumbas y lugares de nombre cuicillos (antiguas ruinas de los antepasados), sobre todo en el charco de tinta.

### Flora
La flora del municipio está constituida por bosque de pino, encino, escobillo, cedro; además de especies forrajeras como zacate, triguillo, pajita, gigante, falsa grama, flechilla y otras de menor importancia. También existen otras especies tales como tascate, madroño, nopales, palma china, sotol, ocotillo, granjeno, huisache, mezquite, vara dulce, garambullo y órgano. 
En varias comunidades del municipio puede encontrarse el maguey, prodigio de la madre naturaleza, que complementa la alimentación de los pobladores. Por su clima, también abundan los plantíos de hierbas aromáticas como el orégano y el poleo que se cosechan para comercializarlos en la región y en otros estados del país. Los atarjenses acostumbran a preparar infusiones de estas deliciosas hierbas.

### Localización
Atarjea está situada a los 99°13′12″ de longitud oeste del meridiano de Greenwich y a los 21°16′05″ de latitud norte. Su altitud es de 1258 m s. n. m. (metros sobre el nivel del mar).

### Extensión
El área del territorio municipal es de 318 kilómetros cuadrados, equivalente al 1.04% de la superficie total del estado. Limita al norte con el estado de San Luis Potosí, al este y sur con el estado de Querétaro de Arteaga y al oeste con el municipio de Xichú.

### Clima
El Municipio presenta varios microclimas debido a su condición geográfica, entre los que se encuentran el tropical, el cálido-húmedo y el templado semicálido. El promedio de precipitación pluvial anual es de 500 milímetros. La temperatura máxima registrada ha sido de 40 °C y la mínima de 0.2 °C, siendo la temperatura promedio anual de 15.3 °C.

### Hidrografía
Algunos arroyos que cruzan el territorio son: el de Charcas, La Joya, El Durazno, La Bandera, Guitarra, y Atarjea.

### Orografía
La totalidad del territorio municipal está en la sierra Gorda: las alturas más notables son los cerros: El Banco, El Carricillo, El Charco, Lagunilla, Tecolote, Greñudo, El Águila, Divisadero, Mesa de la Torre y El Pino. La altitud promedio es de 2500 metros sobre el nivel del mar.

### Clasificación y uso del suelo
Los suelos del municipio son de estructura granular blocosa a subangular, de consistencia fiabre a firme, con pH, de 6.4 a 7.2 y de origen coluvial a aluvial. En cuanto a la distribución de la tenencia de la tierra, el 100 % de la superficie agrícola es de propiedad ejidal. El 1.52% de la superficie municipal se destina a actividades agrícolas; el 5.38% a pastizales; el 62.66 % a bosque; el 0.88% a selva y el 29.56% a matorrales.

## Demografía

### Localidades
En el censo de 2020 el municipio de Atarjea contaba con 33 localidades.
| Código INEGI      | Localidad         | Población (2020) |
| ----------------- | ----------------- | ---------------- |
| 110060005         | El Carricillo     | 700              |
| 110060001         | Atarjea           | 434              |
| Otras localidades | Otras localidades | 4 162            |
| Total municipal   | Total municipal   | 5 296            |

### Religión
La religión predominante en el municipio es la católica con el 79 %. El porcentaje restante se reparte con otras religiones protestantes (16 %) y evangélicas (5 %).

## Hermanamiento
- Habana Vieja, Cuba (2003)[7]